# Georges Hebdin
Georges Hebdin (19 d'abril de 1884 - 26 de març de 1970) fou un futbolista belga de començament del segle xx.
El 1920 va prendre part en els Jocs Olímpics d'Anvers, on guanyà la medalla d'or en la competició de futbol. Pel que fa a clubs, defensà els colors del Royale Union Saint-Gilloise. El 1913 i 1914 guanyà la Copa belga de futbol i el 1907, 1909, 1910 i 1913 la lliga. Amb la selecció nacional jugà 12 partits, en què no marcà cap gol.